# Wetu Telu

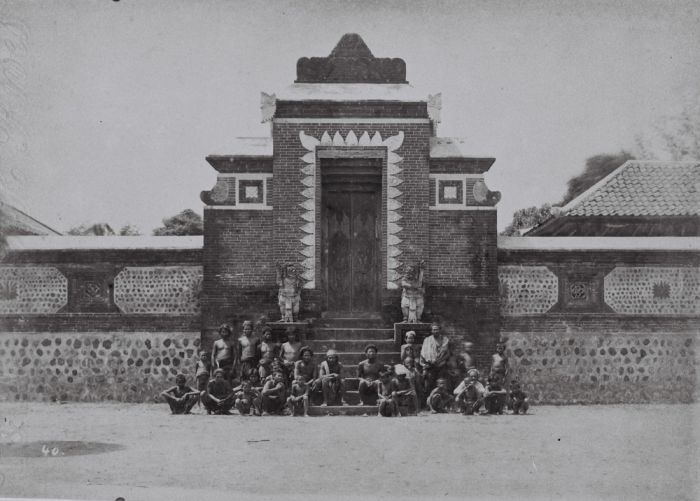
Groepsportret bij de poort van de Pura in Lingsar, een van de belangrijkste tempels van de Wetu Telu (1894).

Wetu Telu (ook: Wektu Telu) is een religie op het Indonesische eiland Lombok. Het is een mix van islam het Balinees hindoeïsme en het animisme van de Sasak, de inheemse bevolking van Lombok. Het getal drie speelt een belangrijke rol in Wetu Telu. Dit verwijst naar de drie godsdiensten, maar ook naar: Allah, Mohammed en Adam, die zijn analoog aan de zon, maan en sterren, die op hun beurt verwijzen naar de hemel, aarde en water.
Dit komt bijvoorbeeld tot uiting tijdens hun ramadan, waarbij er drie dagen wordt gevast.
De Wektu Telu wordt door de Indonesische regering niet als officiële godsdienst erkend.